# Heinrich Vester

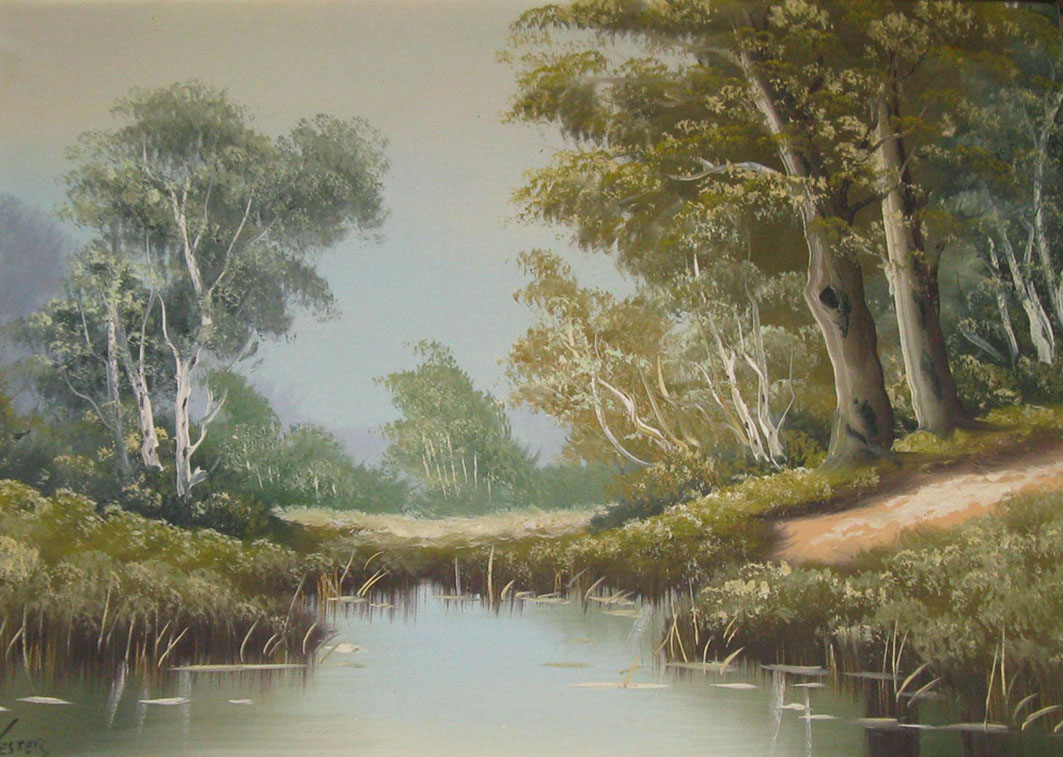
Landschaft

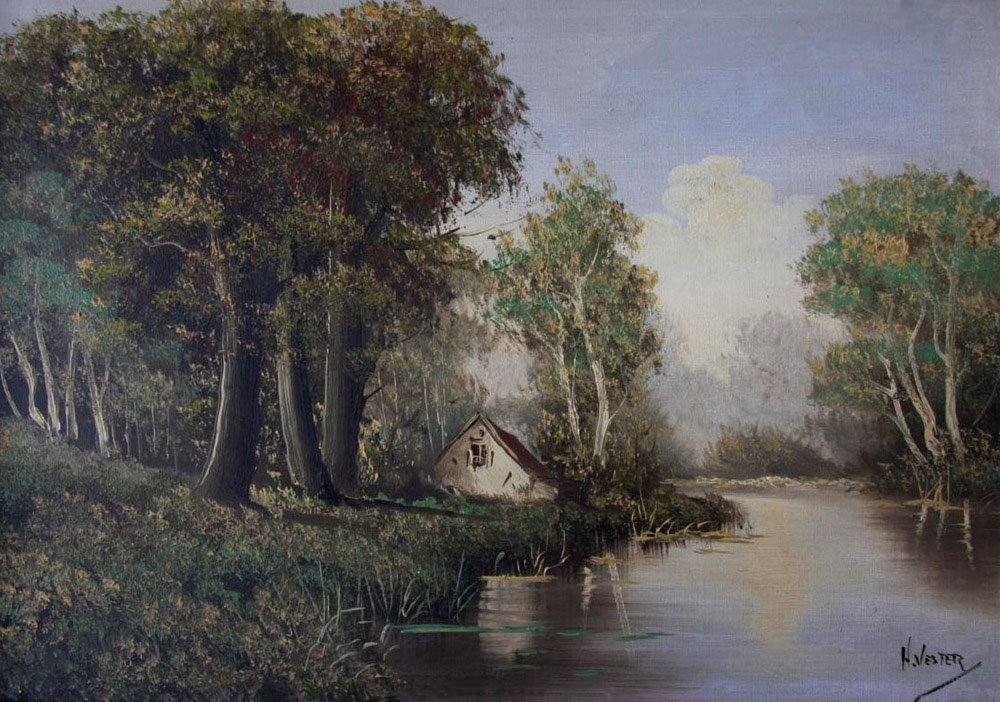
Landschaft

Heinrich Vester (* 25. August 1806 in Cottbus; † 1891, beigesetzt in Küstrin) war ein deutscher Maler.

## Leben
Er wurde als Sohn des Tuchmachers Georg Vester geboren. Von 1823 bis 1827 besuchte er die Königliche Kunstakademie in Dresden. In Cottbus malte er Stadtansichten, Porträts von Tuchmachern, Landschaftsbilder und Schützenscheiben für die Cottbuser Schützengilde.
1851 zog Vester mit seiner Familie nach Guben.
Seine letzten Lebensjahre verbrachte er von 1884 bis 1891 in Küstrin bei der Familie seiner Tochter Luise. Vester kam es darauf an, Plätze, Gebäude und Stadtansichten möglichst genau zu malen. Im ersten Drittel des 19. Jahrhunderts gab es die Fotografie noch nicht. So sind die Stadtansichten von Cottbus eine wichtige Quelle für die lokale Heimatforschung.